# Lane (South Carolina)
Lane is een plaats (town) in de Amerikaanse staat South Carolina, en valt bestuurlijk gezien onder Williamsburg County.

## Demografie
Bij de volkstelling in 2000 werd het aantal inwoners vastgesteld op 585.
In 2006 is het aantal inwoners door het United States Census Bureau geschat op 539, een daling van 46 (-7,9%).

## Geografie
Volgens het United States Census Bureau beslaat de plaats een oppervlakte van
10,3 km², geheel bestaande uit land.

## Plaatsen in de nabije omgeving
De onderstaande figuur toont nabijgelegen plaatsen in een straal van 32 km rond Lane.